# 앨저넌 찰스 스윈번
앨저넌 찰스 스윈번(Algernon Charles Swinburne, 1837년~1909년)은 영국의 시인·평론가이다.
옥스퍼드 대학에서 수학(修學), '라파엘 전파'운동에 가담하여 시를 쓰기 시작하여 28세에 극시 <칼리돈의 아틀란타>로 명성을 얻었다. <시와 발라드>(1866), <해뜨기 전의 노래>(1871)에 분방한 이교도적이고 관능적인 시세계를 펼쳐 요설(饒舌)과 운율법의 자유로운 구사로 빅토리아 시대의 기성관념에 도전했다. 산문 저술에는 <평론집>(1875)과 기타 몇 편이 있다.